# Amaranthus cardenasianus
Amaranthus cardenasianus là loài thực vật có hoa thuộc họ Dền. Loài này được Hunz. mô tả khoa học đầu tiên năm 1951.